# Copa Ouro da APF Sub-20
A Copa Ouro é uma competição de futebol masculino sub-20 organizado pela Associação Paulista de Futebol (APF), uma entidade conveniada à Federação Paulista de Futebol. Realizada desde 2010, ela segue um formato misto, com fases de grupos e partidas eliminatórias. O São Paulo é o maior campeão da competição, com três títulos.

## História

### Década de 2010

Atleta do São Paulo recebendo o troféu da edição de 2016.

A Copa Ouro Sub-20 começou a ser disputada em 2010, tendo a Ponte Preta como seu primeiro campeão. O Audax chegou às duas decisões seguintes, vencendo a primeira ainda como Pão de Açúcar e perdendo a segunda para o Mogi Mirim. Ituano e Red Bull Brasil conquistaram os títulos de 2013 e 2014, respectivamente.
O São Paulo estreou na competição em 2015, vencendo todos os jogos e sagrando-se campeão ao derrotar a Ponte Preta. Naquela edição, Luiz Araújo, do São Paulo, foi eleito o melhor jogador. O clube conquistou o bicampeonato de forma semelhante, vencendo o  São Bento em 17 de maio de 2016. Em 2017, o São Paulo aumentou sua hegemonia ao vencer a competição pela terceira vez.
Após o tricampeonato do São Paulo, o número de participantes diminuiu e equipes tradicionais deixaram de disputar a competição. Audax e Flamengo de Guarulhos venceram as duas edições seguintes.

### Década de 2020
Em 2020, a décima primeira edição da Copa Ouro Sub-20 foi suspensa pela organização devido à pandemia de COVID-19. A paralisação ocorreu em março e foi adiada por tempo indeterminado. No ano seguinte, a entidade anunciou o retorno da competição, ainda em sua décima primeira edição, mas com regulamento e participantes diferentes. Nessa edição, o título ficou com o XV de Piracicaba. Em 2022, a competição foi vencida pela equipe da prefeitura de Guarujá e, em 2023, pelo Porto. Na temporada seguinte, foi conquistada pelo São Caetano.

## Campeões

### Títulos por clube
| Pos  | Clube               | Títulos | Vices | Semifinais |
| ---- | ------------------- | ------- | ----- | ---------- |
| 1.º  | São Paulo           | 3       | —     | —          |
| 2.º  | Audax               | 2       | 1     | —          |
| 3.º  | Guarujá             | 1       | 2     | —          |
| 4.º  | São Caetano         | 1       | 1     | 2          |
| 5.º  | Ituano              | 1       | 1     | —          |
| 5.º  | Ponte Preta         | 1       | 1     | —          |
| 7.º  | Red Bull Brasil     | 1       | —     | 1          |
| 8.º  | Flamengo-SP         | 1       | —     | —          |
| 8.º  | Mogi Mirim          | 1       | —     | —          |
| 8.º  | Porto               | 1       | —     | —          |
| 8.º  | XV de Piracicaba    | 1       | —     | —          |
| 12.º | Guarani             | —       | 3     | 1          |
| 13.º | EC Lemense          | —       | 1     | —          |
| 13.º | ECO                 | —       | 1     | —          |
| 13.º | São Bento           | —       | 1     | —          |
| 13.º | São José Desportivo | —       | 1     | —          |
| 13.º | V3 Sports           | —       | 1     | —          |
| 18.º | XV de Caraguatatuba | —       | —     | 3          |
| 19.º | Grêmio Osasco       | —       | —     | 2          |
| 19.º | Independente-SP     | —       | —     | 2          |
| 19.º | Rosário Central     | —       | —     | 2          |
| 22.º | Barra dos Coqueiros | —       | —     | 1          |
| 22.º | Bragantino          | —       | —     | 1          |
| 22.º | Comercial           | —       | —     | 1          |
| 22.º | Comercial           | —       | —     | 1          |
| 22.º | Desportivo Brasil   | —       | —     | 1          |
| 22.º | Guarulhos           | —       | —     | 1          |
| 22.º | Juventus-SP         | —       | —     | 1          |
| 22.º | Marília             | —       | —     | 1          |
| 22.º | Mauá                | —       | —     | 1          |
| 22.º | Nacional-SP         | —       | —     | 1          |
| 22.º | Paulista            | —       | —     | 1          |
| 22.º | São Bernardo        | —       | —     | 1          |
| 22.º | Taboão da Serra     | —       | —     | 1          |
| 22.º | União Barbarense    | —       | —     | 1          |

### Títulos por cidade
| Pos  | Cidade                | Títulos | Vices | Semifinais |
| ---- | --------------------- | ------- | ----- | ---------- |
| 1.º  | São Paulo             | 3       | —     | 2          |
| 2.º  | Campinas              | 2       | 4     | 3          |
| 3.º  | Osasco                | 2       | 2     | 2          |
| 4.º  | Guarujá               | 1       | 2     | —          |
| 5.º  | São Caetano do Sul    | 1       | 1     | 2          |
| 6.º  | Itu                   | 1       | 1     | —          |
| 7.º  | Guarulhos             | 1       | —     | 1          |
| 8.º  | Mogi Mirim            | 1       | —     | —          |
| 8.º  | Piracicaba            | 1       | —     | —          |
| 8.º  | Porto Ferreira        | 1       | —     | —          |
| 11.º | São Bernardo do Campo | —       | 1     | 1          |
| 12.º | Leme                  | —       | 1     | —          |
| 12.º | São José dos Campos   | —       | 1     | —          |
| 12.º | Sorocaba              | —       | 1     | —          |
| 15.º | Caraguatatuba         | —       | —     | 3          |
| 15.º | Sergipe               | —       | —     | 3          |
| 17.º | Limeira               | —       | —     | 2          |
| 18.º | Bragança Paulista     | —       | —     | 1          |
| 18.º | Jundiaí               | —       | —     | 1          |
| 18.º | Marília               | —       | —     | 1          |
| 18.º | Mauá                  | —       | —     | 1          |
| 18.º | Mogi das Cruzes       | —       | —     | 1          |
| 18.º | Porto Feliz           | —       | —     | 1          |
| 18.º | Registro              | —       | —     | 1          |
| 18.º | Santa Bárbara d'Oeste | —       | —     | 1          |
| 18.º | Taboão da Serra       | —       | —     | 1          |